# Matrix Reaktywacja
Matrix Reaktywacja (ang. The Matrix Reloaded) – amerykański film fabularny w reżyserii rodzeństwa Wachowski  z 2003 roku. Stanowi kontynuację fabuły filmu Matrix. Jego kontynuacją jest film Matrix Rewolucje.
Premiera filmu miała miejsce 15 maja 2003 roku w USA i w Kanadzie oraz w drugiej połowie maja w pozostałych częściach świata. W kampanii promocyjnej filmu wykorzystano także grę komputerową Enter the Matrix i serię anime Animatrix.

## Obsada
- Keanu Reeves – Neo / Thomas Anderson
- Laurence Fishburne – Morfeusz
- Carrie-Anne Moss – Trinity
- Hugo Weaving – agent Smith
- Matt McColm – agent Thompson
- Daniel Bernhardt – agent Johnson
- David Kilde – agent Jackson
- Gloria Foster – Wyrocznia
- Sing Ngai – Serafin
- Jada Pinkett Smith – Niobe
- Lambert Wilson – Merowing
- Monica Bellucci – Persefona
- Randall Duk Kim – Klucznik
- Harold Perrineau Jr. – Link
- Helmut Bakaitis – Architekt
- Neil Rayment – Bliźniak #1
- Adrian Rayment – Bliźniak #2
- Anthony Wong – Duch

Rola członka rady była filmowym debiutem amerykańskiego filozofa Cornela Westa.

## Fabuła
Akcja rozgrywa się kilka miesięcy po zakończeniu pierwszej części. Morfeusz, Trinity i Neo idą na spotkanie z innymi kapitanami, na którym dowiadują się, że maszyny kopią tunel, by dostać się do ostatniego bastionu ludzkości – Syjonu. Morfeusz postanawia, że jeden statek zostanie, by czekać na kontakt z Wyrocznią, a reszta wróci zgodnie z rozkazem do Syjonu. Na tym też spotkaniu Neo dostaje przesyłkę od Smitha (który nie funkcjonuje już jako agent i po pierwszej części nie używa już tego tytułu), która jest symbolem „wolności”. Tymczasem w Syjonie dochodzi do wielkiego zgromadzenia, na którym przemawia Morfeusz. Oznajmia prawdę o zagrożeniu ze strony maszyn, jednak jego przemowa sprawia, że ludzie mają nadzieję na ocalenie. Po krótkim czasie Neo otrzymuje przesyłkę od Wyroczni, nakłaniającą do spotkania. Gdy Wybraniec rozmawia z Wyrocznią, ta mówi mu, że musi odnaleźć źródło Matriksa. Potrzebny jest do tego Klucznik. Gdy Wyrocznia odchodzi, pojawia się Smith ze swoimi klonami i informuje o połączeniu między bohaterami – Neo i byłym Agentem. Widowiskowa walka kończy się wraz z momentem ucieczki głównego bohatera trylogii. Gdy Nabuchodonozor ląduje w Syjonie w celu doładowania, dowódca obrony Syjonu – komandor Lock – karci Morfeusza za rozkaz zostawiania jednego z okrętów.
Po naładowaniu akumulatorów Nabuchodonozor odlatuje z Syjonu, co jeszcze bardziej irytuje komandora, lecz tym razem Morfeusz otrzymał pozwolenie Rady. Kiedy załoga statku przez długi czas nie daje znaku życia, Rada zaczyna się niepokoić. Postanawiają wysłać dwa inne statki na poszukiwania Nabuchodonozora.
Tymczasem Neo, Morfeusz i Trinity spotykają się z programem o nazwie Merowing, który ma w posiadaniu Klucznika, jednak ten nie chce im go oddać. Niezadowoleni spotykają żonę Merowinga, Persefonę, która gotowa jest zdradzić męża i pomóc im. W zamian chce, by Neo ją pocałował, i mimo iż Trinity nie kryje frustracji, Wybraniec godzi się. Persefona wskazuje im miejsce pobytu Klucznika. Po chwili zjawia się Merowing; Trinity i Morfeusz rzucają się do ucieczki, Neo zaś walczy z ludźmi Francuza. Trinity, Morfeuszowi i Klucznikowi udaje się uciec samochodem, ale gonią ich ludzie Merowinga. Do pościgu dołączają się także Agenci, jednak całej trójce udaje się uciec.
Klucznik opowiada im o budynku, w którym znajduje się źródło Matriksa, do którego będą musieli się włamać. Załoga Nabuchodonozora oraz statków, które zadeklarowały chęć pomocy, postanawiają dostać się do owego budynku. Aby tego dokonać, muszą przeprowadzić szybką i sprawną akcję odcięcia zasilania w kilku kwartałach. W czasie wykonywania zadania ginie kilka osób, których statek został zaatakowany przez mątwy.
Neo udaje się jednak dostać do źródła Matriksa, gdzie spotyka Architekta. Ten mówi mu, że Neo jest już szóstym wybrańcem, kolejną anomalią systemu. Wskazuje Neo dwoje drzwi: jedne prowadzą do ocalenia Syjonu, drugie do ocalenia Trinity. Neo decyduje się ratować Trinity. Ona jednak ginie. Neo, korzystając ze swoich mocy, przywraca ją do życia.
Po powrocie na Nabuchodonozora okazuje się, że statek atakują mątwy – załodze udaje się uciec, jednak statek ulega zniszczeniu. Kiedy strażnicy zbliżają się do uciekinierów, Neo powstrzymuje ich gestem i wpada w śpiączkę. Okazało się, że mątwy przeprowadziły atak na wiele statków, skąd udało się uratować tylko jedną osobę: Smitha w ciele Bane’a.

## Głosy krytyków
Matrix Reaktywacja otrzymał generalnie pozytywne oceny krytyki, choć czasopismo „Entertainment Weekly” zaliczyło go do najgorszych sequeli.
Magdalena Kempna-Pieniążek uważa zarówno drugą jak i trzecią część cyklu za mniej udane artystycznie od pierwszej, gdyż są obliczone przede wszystkim na wizualną efektowność.

## Nagrody
Film otrzymał nominacje do MTV Movie Awards w kategoriach Najlepszy Pocałunek (Keanu Reeves i Monica Bellucci) oraz Najlepsza Walka (Keanu Reeves kontra Hugo Weaving). Poza tym Matrix: Reaktywacja otrzymał wspólnie z Matrixem: Rewolucjami nominację do Złotej Maliny w kategorii Najgorsza Reżyseria.